# Marguerite Zorach
Marguerite Zorach (nascida Thompson) (Santa Rosa, 25 de setembro de 1887 – Nova York, 27 de junho de 1968) foi uma pintora fauvista, artista têxtil e desenhista estadunidense, tendo sido considerada um dos primeiro expoentes do modernismo americano. Ela recebeu a Logan Medal of the Arts em 1920.